# Musique ancienne des îles britanniques
 (février 2016).
Si vous disposez d'ouvrages ou d'articles de référence ou si vous connaissez des sites web de qualité traitant du thème abordé ici, merci de compléter l'article en donnant les références utiles à sa vérifiabilité et en les liant à la section « Notes et références ».

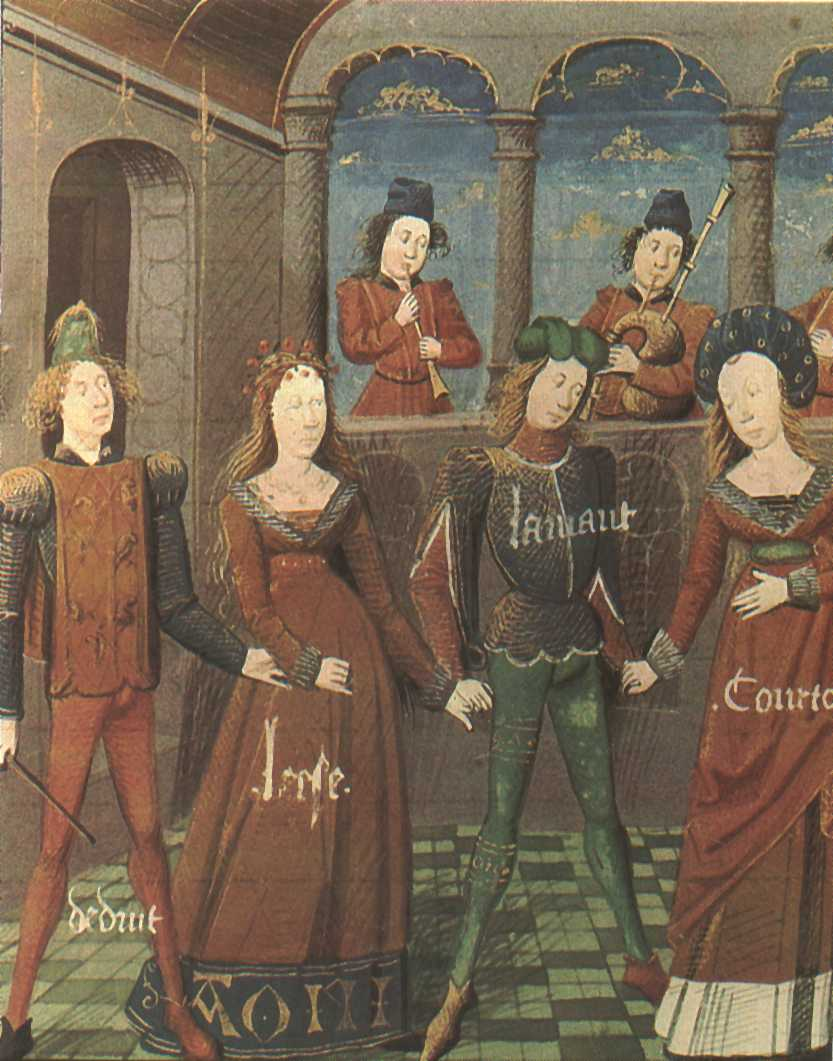
Miniature anglaise d'un manuscrit du Roman de la Rose

La musique ancienne des îles britanniques, depuis les documents disponibles les plus anciens jusqu'à l'époque du baroque au XVIIe siècle, est une culture riche et diverse, comprenant de la musique sacrée et profane et touchant les masses et l'élite de la société. Chacune des principales nations d'Angleterre, de la seigneurie d'Irlande, de l'Écosse et du Pays de Galles conserve des formes uniques de musique et d'instrumentation, mais la musique britannique a été fortement influencée par l'évolution du continent tandis que les compositeurs britanniques ont apporté une importante contribution à la plupart des grands mouvements au sein de la musique ancienne en Europe, dont la polyphonie de l'Ars Nova et posé quelques-uns des fondements des musiques classiques nationales et internationales ultérieures. Les musiciens des îles britanniques ont également développé certaines formes distinctes de musique dont le chant celtique (en), la contenance angloise, la rota, les antiennes polyphoniques votives et la carole à l'époque médiévale ainsi que les madrigaux anglais, les ayres pour luth et les masques à l'époque de la Renaissance, ce qui amènera au développement de l'opéra en anglais (en) au sommet de l'art baroque au XVIIIe siècle.

## Source de la traduction
- (en) Cet article est partiellement ou en totalité issu de l’article de Wikipédia en anglais intitulé « Early music of the British Isles » (voir la liste des auteurs).